# Valbroye
Valbroye ist seit dem 1. Juli 2011 eine politische Gemeinde im Kanton Waadt in der Schweiz. Sie entstand aus den Gemeinden Cerniaz (VD), Combremont-le-Grand, Combremont-le-Petit, Granges-près-Marnand, Marnand, Sassel, Seigneux und Villars-Bramard per 1. Juli 2011. Der Sitz der Gemeindeverwaltung befindet sich in Granges-près-Marnand.

## Geschichte
Die Fusionsgemeinde sollte ursprünglich auch die Gemeinden Champtauroz, Dompierre, Henniez und Treytorrens (Payerne) umfassen. Die Fusion wurde in der vorgeschlagenen Form von drei Gemeinden abgelehnt. Insgesamt gaben 33 Stimmberechtigte in Dompierre, Henniez und Treytorrens den Ausschlag. Danach hatte sich auch Champtauroz entschlossen, aus dem Projekt auszusteigen.